# Calexico
Calexico je američki americana/alt country sastav osnovan 1996. u Tucsonu u državi Arizona. Dva glavna člana sastava, Joey Burns i John Convertino, isprva su zajedno svirali u Los Angelesu kao dio sastava Giant Sand. Snimili su mnoštvo albuma za Quarterstick Records, dok je njihov EP In the Reins 2005. snimljen s Iron & Wineom dospio na ljestvicu Billboard 200. Glazbeni stil Calexica mješavina je tradicionalne latinoameričke glazbe i countryja jugozapada SAD-a, kao i jazza pedesetih i šezdesetih te post-rocka devedesetih i 2000-ih, što su neki opisali kao indie rock. Sastav je dobio ime po graničnom gradu Calexicu u Kaliforniji.

## Povijest

### Formiranje
Calexico je nastao 1990. kad je Burns, koji je studirao glazbu na Sveučilištu Irvine, upoznao Convertina, koji je svirao Howeom Gelbom u Giant Sand. Burns im se pridružio nakon što je svirao bas-gitaru na europskoj turneji.
Giant Sand se 1994. preselio u Tucson u Arizoni. Convertino i Burns su osnovali Friends of Dean Martin (kasnije Friends of Dean Martinez) koji je dobio ugovor za snimanje albuma sa Sub Popom. Međutim, dvojac se 1996. razišao s Billom Elmom, suosnivačem The Friends of Dean Martinez. Sastav je kasnije postao nezavisna session ritam sekcija, pa su prije formiranja Calexica surađivali s Victoriom Williams, Barbarom Manning i Richardom Brucknerom.

### Spoke,The Black LightiRoad Map
Calexico je 1996. snimio Spoke za njemačku nezavisnu etiketu Hausmusik s ograničenim izdanjem od 2.000 primjeraka. U tom trenutku sastav se zvao Spoke i album je tehnički imenovan po njemu. Nakon potpisa za Quarterstick Records (podružnice Touch and Go Recordsa) i promjene imena u Calexico, Spoke je 1997. objavljen u izdanju te kuće. Burns i Convertino surađivali su i s Gelbom i Lisom Germano na albumu Slush objavljenom iste godine.
Njihov drugi album The Black Light objavljen je 1998. Bio je to konceptualni album o pustinji Arizona i sjevernom Meksiku koji je zaradio odlične recenzije. Jason Ankeny s All Musica u svojoj je recenziji napisao: "Dublji i bogatiji od njihova debija, Spoke, Calexicov se drugi album nadovezuje na osunčani, filmski zvuk od prije uz dodatak latinskih jazz ritmova, mariachi truba i pedal steela."
Sastav je izgradio svoj profil nastupajući na turnejama kao predgrupa sastavima kao što su Pavement, Dirty Three i Lambchop. Calexico je redovito nastupao na festivalima kao što su Bonnaroo Music Festival, Hurricane Festival i All Tomorrow's Parties. Album Road Map je bio ograničeno izdanje objavljeno 1999. namijenjeno za prodaju samo na koncertima Calexica.

### Hot Rail,AerocalexicoiScraping
Calexico je 2000. objavio svoj treći album Hot Rail s dodatkom truba i violina. Rolling Stone je opisao tadašnji zvuk sastava: "Bodljikave melodije, žamoreće mariachi trube, blow-pop marimba akordi, zapadnim suncem okupane gitare, te u daljini zavijanje sirene vlaka -- to je ambijent glazbe Calexica." Burns i Convertino iste su se godine pojavili i na albumu Giant Sanda Chore of Enchantment, ali i na koncertnom izdanju Travelall.
Na kraju godine, Calexico se pridružio dvojici francuskih prijatelja Naïmu Amoru i Thomasu Belhômu kako bi snimili album Tete a Tete objavljen početkom 2001. Sastav je tijekom 2001. objavio dvije kolekcije rariteta. Even My Sure Things Fall Through bio je kolekcija snimki s prethodnih albuma, B-strana, remikseva i materijala neobjavljenih u SAD-u. Na albumu se pojavio i sastav Mariachi Luz de Luna koji je povremeno nastupao s dvojcem. Album Aerocalexico prodavan je eksluzivno na njihovim koncertima 2001. Iste je godine objavljen koncertni album Scraping.

### Feast of WireiIn the Reins
Album Feast of Wire objavljen je 2003. te se probio na Billboardovu ljestvicu albuma Heatseekers and Independent. Bila je to mješavina raznih stilova, od alt-countryja i folk-rocka do orkestracija kakve je popularizirao Ennio Morricone u špageti-vesternima. "U rukama nevještijeg sastava, svi ti različiti zvukovi koje Calexico istražuje na Feast of Wire vjerojatno bi rezultirali zbrkom od albuma, ali srećom po njih i njihove obožavatelje, to je jedno od njihovih najdorađenijih i najuzbudljivijih ostvarenja", napisao je u svojoj recenziji All Music. Snimljen je i spot za singl "Quattro (World Drifts In)". Sastav je 2004. objavio DVD World Drifts In: Live at the Barbican. Pjesma "Güero Canelo" pojavila se u filmu Michaela Manna, Collateral.
Calexico je krajem 2004. surađivao na pjesmi "Burnin' Down the Spark" na istoimenom albumu Nancy Sinatre 2004. Na albumu su se pojavili glazbenici koji su navodili Sinatru kao glazbeni utjecaj. Pjesma je početkom 2005. u Ujedinjenom Kraljevstvu objavljena kao drugi singl s albuma.
Calexico se 2005. pridružio folk sastavu Iron & Wine. Howard Greynolds iz Overcoat Recordsa bio je zaslužan za zbližavanje dva sastava, kao što je to ranije učinio s Tortoiseom i Willom Oldhamom. EP In the Reins objavljen je u rujnu 2005. te zaradio pozitivne kritike na MSNBC-u. Pojavio se i na ljestvici Billboard 200, postavši tako njihov prvi album koji je dospio na ljestvicu albuma, te na 12. poziciju nezavisne ljestvice. U listopadu iste godine počeli su promotivnu turneju s Iron & Wineom.

### Garden RuiniCarried to Dust
Peti studijski album Garden Ruin objavljen je 2006. Zvuk se razlikovao u odnosu na ranije uratke, s manje fokusa na puhačke dionice, a više na gitaru i vokale. Kritike su opet bile povoljne: na Metacriticu album ima prosječnu ocjenu od 75/100. Stilske razlike primijećene su i u recenziji Heather Phares s All Musica: "Ovaj album je naturalističkiji pogled na zvuk Calexica; samo zato što je manje stiliziran ne znači da je manje zanimljiv - samo je potrebno nešto više vremena da Garden Ruin otkrije svoju snagu."
Nekoliko pjesama Calexica, posebno njihovi kraći instrumentalni brojevi, korišteno je kao pozadinska glazba u emisiji This American Life Public Radio Internationala.
U lipnju 2008. je najavljeno da će se njihov šesti studijski LP zvati Carried to Dust, te da će na njemu gostovati Sam Beam iz Iron & Winea, Douglas McCombs iz Tortoisea i Pieta Brown. U SAD-u je objavljen u izdanju Touch & Go Recordsa 9. rujna. Album je naišao na odlične recenzije, a domaće novine Arizona Daily Star hvalile su "sposobnost [sastava] da vas uvuče u svoj svijet, odvuče slušatelja na američki jugozapad. To je jedan od razloga zašto Europljani vole Calexico i zašto to ostali u ovoj zemlji počinju shvaćati."
16. listopada 2008. na LiveDaily Sessions osvanuo je video s akustičnim izvedbama Joeyja Burnsa tri pjesme: "Two Silver Trees," "Writer's Minor Holiday" i "Man Made Lake".
2009. je objavljen novi koncertni album, Ancienne Belgique – Live in Brussels 2008, snimljen u Bruxellesu 13. listopada 2008. Kao i druga takva izdanja, album je bio dostupan samo na koncertima tijekom ljetne turneje sastava te na njihovoj službenoj stranici.

## Članovi
Trenutačni članovi Calexica su:
- Joey Burns – vokali, gitare, bas, čelo, klavijature, harmonika, perkusije, vibrafon
- John Convertino – bubnjevi, perkusije, klavir
- Paul Niehaus – steel gitara, gitare
- Jacob Valenzuela – truba, klavijature, vibrafon, vokali
- Martin Wenk – truba, gitara, klavijature, harmonika, glockenspiel, vibrafon (ponekad usna harmonika i francuski rog)
- Volker Zander – uspravni bas, električni bas

## Diskografija

### Albumi
- Spoke (1997.)
- The Black Light (1998.)
- Hot Rail (2000.)
- Feast of Wire (2003.)
- Garden Ruin (2006.)
- Carried to Dust (2008.)
- Algiers (2012.)

### Koncertni i ostali albumi
- '98 – '99 Road Map (1999.), CD s turneje
- Travelall (2000.), CD s turneje
- Descamino (2000.), CD s turneje
- Tête à Tête (2001.), projekt s Amorom Belhomom Duom
- Aerocalexico (2001.), CD s turneje
- Scraping (2002.), koncertni album
- The Book and the Canal (2005.), CD s turneje
- Tool Box (2007), CD s turneje
- Ancienne Belgique – Live in Brussels 2008 (2009.), CD s turneje

### EP-ovi
- Even My Sure Things Fall Through (2001.)
- Convict Pool (2004.)
- Black Heart (2004.)
- In the Reins (2005.), s Iron & Wineom
- The Guns of Brixton / Interior of a Dutch House (2006.), 7-inčni podijeljeni singl s Beirutom

### DVD-ovi
- World Drifts In (Live at the Barbican) (2004.)
- Live from Austin TX (2009.)

### Kompilacijski doprinosi
- Committed Soundtrack (2000.)
- It's a Cool, Cool Christmas – "Gift Xchange" (2000.), dobrotvorna kompilacija
- Sweetheart 2005: Love Songs – "Love Will Tear Us Apart" (2005.), Hear Music
- Acoustic 07 – "Cruel" (2007.), V2 Records
- I'm Not There: Original Soundtrack – "Goin' to Acapulco" (2007.)
- Lammbock: Original Soundtrack

### Remiksevi
- Goldfrapp – "Human" Calexico Vocal Version (2001.)

### Suradnje
- Esa Banda En Dub (2005.) – s Panopticom iz Nortec Collectivea Panoptica - na izdanju Tijuana Sessions Vol. 3
- You Can't Always Listen to Hausmusik, But... (2006.) – "Careless" (s The Notwistom) i "Freunde" (s A Million Mercies)
- "Amor Porteño" na Lunático Gotan Projecta (2006.)

## Pozicije na ljestvicama
- Hot Rail – 2000. – Britanska ljestvica albuma #57[18]
- Feast of Wire – 2003. – #23 Independent Albums, #45 Heatseekers, Ujedinjeno Kraljevstvo #71[18]
- In the Reins – 2005. – #135 Billboard 200, #12 Independent Albums, Ujedinjeno Kraljevstvo #161[18]
- Garden Ruin – 2006. – #156 Billboard 200, #14 Independent Albums, #3 Heatseekers, Ujedinjeno Kraljevstvo #76[18]
- Carried To Dust – 2008. – #98 Billboard 200, #9 Independent Albums, #28 European Albums, Ujedinjeno Kraljevstvo #55[19]

## Vanjske poveznice
- Službena stranica
- Calexico na MySpaceu